# Tazzjana Uwarawa
Tazzjana Uwarawa (belarussisch Тазджана Уварава, englische Schreibweise Tatsiana Uvarova; * 25. Juli 1985) ist eine ehemalige belarussische Tennisspielerin.

## Karriere
Uwarawa spielte vorrangig auf der ITF Women’s World Tennis Tour, wo sie während ihrer Karriere jeweils zwei Titel im Einzel und Doppel gewann. 
Außerdem spielte Uwarawa 2004 für die belarussische Fed-Cup-Mannschaft, wo sie in vier Begegnungen von vier Einzeln drei gewinnen konnte und für den VfL Sindelfingen in der deutschen 2. Tennis-Bundesliga.

## Turniersiege

### Einzel
| Nr. | Datum            | Turnier | Kategorie   | Belag           | Finalgegnerin     | Ergebnis      |
| --- | ---------------- | ------- | ----------- | --------------- | ----------------- | ------------- |
| 1.  | 26. Oktober 2003 | Opole   | ITF $25.000 | Teppich (Halle) | Marta Domachowska | 6:4, 3:6, 6:4 |
| 2.  | 12. Juni 2005    | Grado   | ITF $25.000 | Sand            | Yuan Meng         | 6:4, 6:4      |

### Doppel
| Nr. | Datum           | Turnier | Kategorie   | Belag             | Partnerin          | Finalgegnerinnen              | Ergebnis       |
| --- | --------------- | ------- | ----------- | ----------------- | ------------------ | ----------------------------- | -------------- |
| 1.  | 9. Oktober 2004 | Nantes  | ITF $25.000 | Hartplatz (Halle) | Iryna Brémond      | Gréta Arn Rita Kuti-Kis       | 6:4, 4:6, 7:65 |
| 2.  | 11. Juni 2005   | Grado   | ITF $25.000 | Sand              | Marija Kondratjewa | Daniella Jeflea Darja Kustawa | 6:1, 3:6, 7:5  |